# Церковь Мартина Лютера (Даугавпилс)

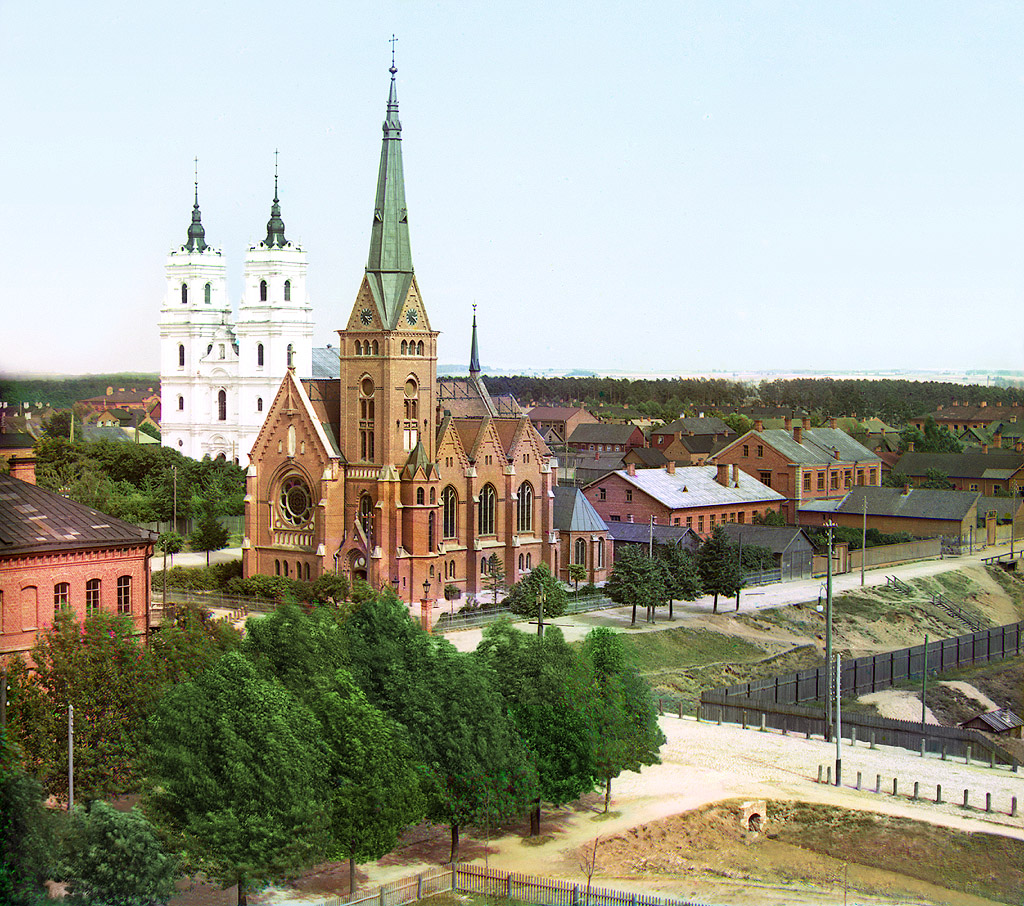
1912 г.

Церковь Мартина Лютера (латыш. Daugavpils Mārtiņa Lutera evaņģēliski luteriskā baznīca) — евангелическо-лютеранский храм в Даугавпилсе в Латвии. Освящён во имя Мартина Лютера.

## Описание
Церковь из красного кирпича, расположена по улице 18 ноября, 66 (ранее Шоссейная, Сарканармияс). Строилась в 1892—1893 годах. Освящена 10/22 октября 1893 года. Находится на Новом Строении на Церковной горке, где стоят церкви четырёх христианских конфессий (лютеранская, православная, старообрядческая, католическая). Архитектор собора — Вильгельм Нейман (1849—1919). Церковь построена в стиле неоготика. На фотографии 1912 года Прокудина-Горского видны часы в башне кирхи.

## История
Церковь пострадала в 1941 году — сгорел шпиль башни. Была повреждена и сама башня. Восстановлена в 1941—1943 годах, но шпиль сделан в очень укороченном виде. После войны часы с башни сдали в металлолом. Лютеранский приход не был большим, в послевоенное время в кирхе находился склад, далее была устроена школа бокса, перестроен зал, возник второй этаж. В 1987 году возник сильный пожар. Сгорела башня и крыша. В декабре 1991 года кирху передали общине верующих, началось медленное восстановление кирхи, город помогал в возрождении церкви. В начале 90-х годов был восстановлен шпиль церкви первоначатьной высоты (52 метра), но уже не из меди и не имел художественных узоров, как это было до пожара в 1941 году. В башне имеются колокола, расположенные на уровне примерно 20-21 метра. В наши дни их звон можно услышать во время службы.

### Пасторы прихода
- Ранние священники[1]
- Пастор общины Янис Берзиньш (умер на 71 году жизни в 1995 году)
- Л.Розенталс[2]
- Айвар Гусев[3][4].
- Агрис Павилс Лиевалдс
- Андис Леншс[5]

## Настоящее время

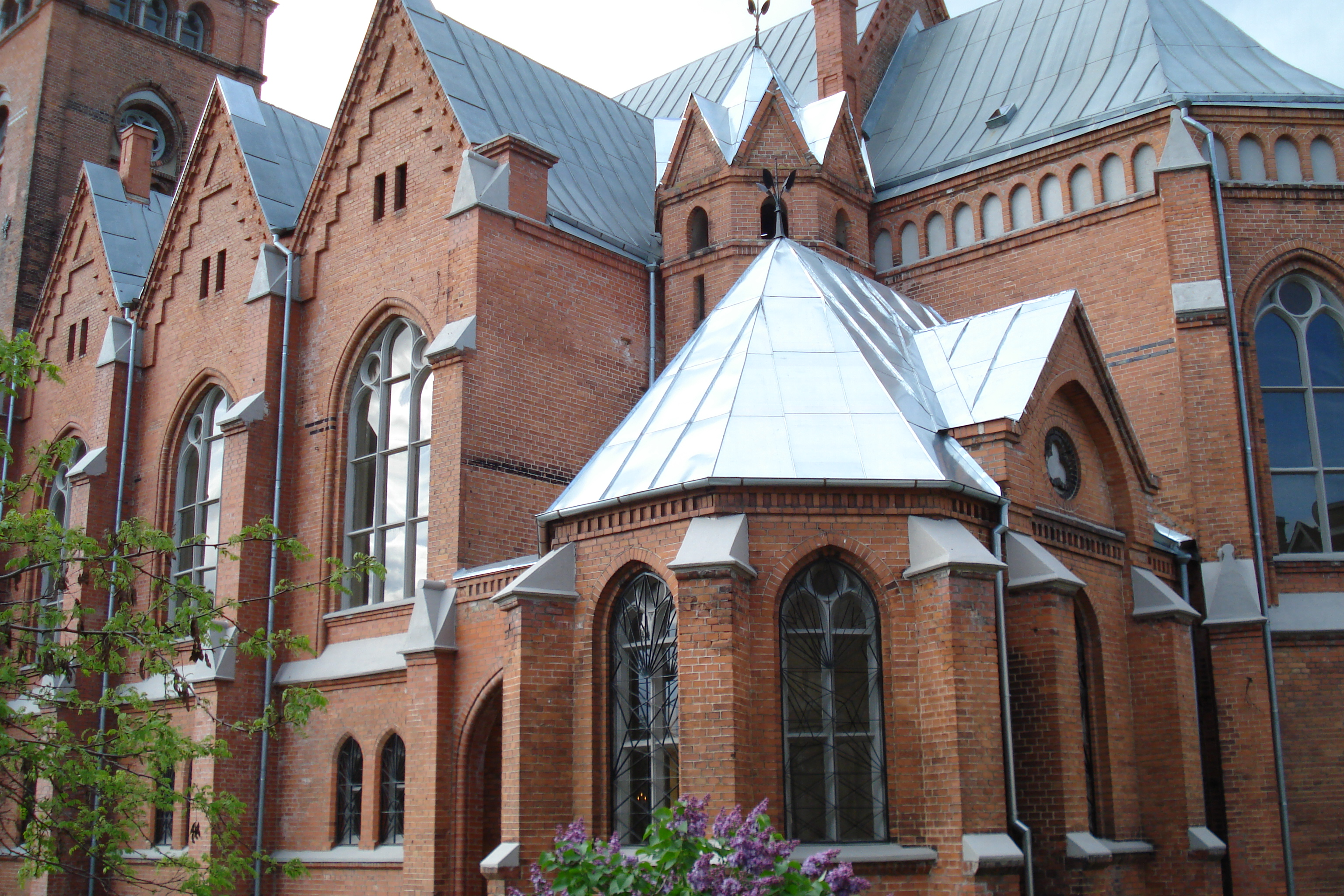

В начале 2000-х годов вокруг кирхи был восстановлен забор и оборудована подсветка кирхи. Несколько ламп находятся на башне для подсветки шпиля. В 2006 году Синод Евангелическо-Лютеранской Церкви Латвии утвердил Лиепайскую и Даугавпилсскую епархии (с Кафедральным собором Мартина Лютера) в дополнение к ранее существовавшей Рижской епархии. В 2007 году Синод утвердил Даугавпилсским епископом Эйнарс Алпе (род. 1963), в декабре 2007 года новый епископ провел первую службу и вступил в должность в Кафедральном соборе Мартина Лютера, объединяет 46 приходов Даугавпилсской епархии в Латгалии.
8 августа 2010 года после сильной бури была частично повреждена кровля шпиля башни.
Куранты (1901—июнь 1941) на башне кирхи не возобновлены.
14 января 2016 года опубликовано обращение по возрождению курантов церкви к 2017 году, празднование 500-летия Реформации, начатой М. Лютером в 1517 году
Город Базель, Швейцария подарил кирхе орган, об этом сообщил посол Швейцарии в ЛР Константин Оболенский на встрече в Магистрате октябрь 2019 года.